# BabyMonster
BabyMonster (hangul: 베이비몬스터; stilizat cu majuscule), cunoscută și sub numele Baemon (coreeană 베몬), este o formație de fete sud-coreeană formată de YG Entertainment, cu șapte membre: Ruka, Pharita, Asa, Ahyeon, Rami, Rora și Chiquita. Grupul a debutat la 1 aprilie 2024, cu albumul „Format:Ill-sheesh WD”.
La data de 27 noiembrie 2023 au lansat primul lor EP, BabyMons7er⁠(d), care include 7 melodii.